# Echipa feminină de gimnastică a României la Olimpiada de vară, 2008

Cele şase titulare ale Echipei feminină de gimnastică a României salutând publicul după cucerirea medaliei de bronz pe echipe.

Echipa feminină de gimnastică a României a câștigat medalia de bronz pe echipe la Jocurile Olimpice de vară din 2008, care se desfășoară în Beijing, China.
Cu un punctaj total de  181,525 puncte, comparativ cu cele 188,900 ale echipei Chinei, respectiv cu 186,525 ale echipei Statelor Unite ale Americii, gimnastele românce, antrenate de un grup de antrenori conduși de antrenorul coordonator Nicolae Forminte, s-au clasat pe un onorant loc trei, fiind în continuare în contact cu elita mondială.  Atât Octavian Belu, fostul antrenor coordonator al lotului feminin olimpic de gimnastică, cât și succesorul acestuia, Nicolae Forminte, s-au declarat mulțumiți, întrucât ambii consideră că acum nu s-ar fi putut mai mult. 

## Ordinea finală pe podium
- 188,900 puncte, China—medalie de aur
- 186,525 puncte, Statele Unite ale Americii—medalie de argint
- 181,525 puncte, România—medalie de bronz